# Vila Tibério (Ribeirão Preto)
Vila Tibério é um bairro do município brasileiro Ribeirão Preto, no Estado de São Paulo.
O bairro fica entre os bairros Sumarézinho (ao norte), Jardim Antártica (ao noroeste), Vila Virgínia (ao sul) e Campos Elísios (ao nordeste). A Escola Estadual Dona Sinhá Junqueira e Paróquia de Nossa Senhora do Rosário são dois dos mais conhecidos pontos de referência. 

## História
A área onde hoje a Vila Tibério se encontra foi uma doação a Tibério Augusto Garcia de Senne, agrimensor por profissão. Tibério Augusto casou-se em 1890 com a Srta. Deolinda Franco, filha do então proprietário da área, o coronel João Franco de Moraes Octávio. 
Tibério Augusto loteou o terreno que se estendia desde as proximidades da Estação Mogiana até onde atualmente se situa o campus de Ribeirão Preto da Universidade de São Paulo, no bairro Monte Alegre.
O restante da área da fazenda, excluída a área que no passado foi doada a Tibério Augusto Garcia de Senne, constituía a Fazenda Monte Alegre, cujo período áureo se deu durante a década de 1920 em que, o "Rei do Café", o coronel Francisco Schmidt, foi seu proprietário.
A fazenda passou ainda por outras reduções de área devido a divisões de herança, sendo finalmente comprada pelo Governo Federal no final da década de 30. 